# Greenleaf Pickard

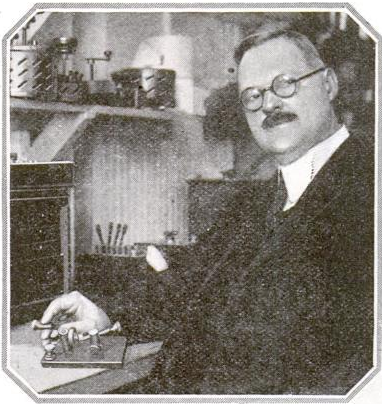
Greenleaf Pickard

Greenleaf Whittier Pickard (Portland (Maine), 14 februari 1877 – Newton (Massachusetts), 8 januari 1956) was een Amerikaans radiopionier en uitvinder van de eerste radio-ontvanger met kristaldetector en de siliciumdiode.

## Biografie
Greenleaf Whittier was vernoemd naar zijn oudoom, de Amerikaanse quaker John Greenleaf Whittier. Na lager en secundair onderwijs bezocht hij de Lawrence Scientific School van de Harvard-universiteit en volgde ook enkele lessen aan de Massachusetts Institute of Technology (MIT). In 1889 verkreeg hij een toelage van het Smithsonian Institution ter ondersteuning van zijn onderzoek naar draadloze telegrafie aan het Blue Hill Weather Observatory in Milton, Massachusetts.
Hij kwam in 1901 in dienst bij de American Wireless Telegraph & Telephone Company en installeerde onder andere draadloze telegrafie-apparatuur om verslag te doen van de America's Cup zeilwedstrijden dat jaar. Van 1902 tot 1906 werkte hij voor de American Telephone & Telegraph Company (AT&T). Tijdens deze periode experimenteerde hij veel met draadloze telefonie.
Van 1907 tot 1930 werkte hij samen met de Wireless Speciality Apparatus Co. en na 1945 leidde hij de elektronica-afdeling van Pickard and Burns. Hij overleed in 1956 op 78-jarige leeftijd.

## Kristaldetector
Reeds in 1899 had de Duitse natuurkundige Karl Ferdinand Braun de kristalgelijkrichter gepatenteerd, 25 jaar nadat het effect ervan voor het eerst had waargenomen. Hierbij beroerd het uiteinde van een dunne metalen draad – ook wel "kattensnorhaar" genoemd – het oppervlak van loodglanskristal, waardoor radiogolven omgezet werden in geluidsgolven.
Een jaar later was Pickard de eerste die een radio-ontvanger bouwde met deze kristalontvanger. Aansluitend experimenteerde hij met diverse mineralen om te bepalen welke het beste gebruikt kon worden als ontvanger van radiogolven. Hij ontdekte dat silicium, verkregen van de Westinghouse Electric Company het beste resultaat gaf. Op 20 november 1906 verkreeg hij octrooi op de verbeterde kristaldetector met silicium. Tot de grootschalige opkomst van de vacuümdiode werd de kristaldetector of puntcontactdiode algemeen gebruikt in radio-ontvangers. Daarnaast wordt zijn kristaldectector gezien als de directe voorloper van de in 1947 uitgevonden transistor.

## Erkenning
In 1926 werd hij onderscheiden met de prestigieuze IEEE Medal of Honor: "Voor zijn bijdragen aan kristaldetectoren, spoelantennes, golfvoortplanting en atmosferische storingen". In 1941 verkreeg hij de Armstrong Medal van de Radio Club of America waarvan hij tevens lid was.